# Набережне (Керченський район)
На́бережне (крим. Naberejne; також Наси́р, крим. Nasır) — село Керченського району Автономної Республіки Крим.
Відстань від райцентру до населеного пункта становить 25 кілометрів по прямій.

## Історія
Саме село засноване після Другої світової віни.
12 серпня 1944 року було прийнято постанову № ГОКО-6372с «Про переселення колгоспників у райони Криму», й у вересні цього року приїхали перші новосели з Тамбовської області Росії, а початку 1950-х років була друга хвиля переселенців з різних областей України.
Час присвоєння селу сучасної назви доки встановлено, на 15 червня 1960 року село вже мало назву Набережне.
За даними перепису 1989 року в селі проживало 153 особи.